# متلازمة ينتل
متلازمة ينتل هي مسار مختلف للعمل تتبعه النوبات القلبية للنساء عادة أكثر من الرجال. هذه مشكلة لأن الكثير من الأبحاث الطبية ركزت بشكل أساسي على أعراض النوبات القلبية الذكرية، وتوفيت العديد من النساء بسبب التشخيص الخاطئ بسبب ظهور الأعراض بشكل مختلف. الاسم مأخوذ من فيلم ينتل عام 1983 من بطولة باربرا سترايسند حيث تلعب شخصيتها دور رجل من أجل الحصول على التعليم الذي تريده. صاغ هذه العبارة في ورقة أكاديمية عام 1991 من قبل الدكتورة بيرناداين هيلي بعنوان «متلازمة ينتل».

## وصلات خارجية
- أعراض النوبة القلبية عند النساء.